# Libnotes (Afrolimonia) nigricaulis
Libnotes (Afrolimonia) nigricaulis is een tweevleugelige uit de familie steltmuggen (Limoniidae). De soort komt voor in het Afrotropisch gebied.